# Podzemeljska favna
Med podzemeljsko favno sodijo živalske vrste, ki so prilagojene na življenje v podzemeljskem okolju. Troglofavna in stigofavna sta dva tipa podzemeljske favne; obe kategoriji sta povezani s podzemeljskimi (hipogejičnimi) habitati – troglofavna prebiva v kopenskih predelih podzemlja (jamah in drugih podzemnih prostorih nad vodno gladino), medtem ko stigofavno povezujemo z vsemi tipi podzemeljskih voda (podtalnico, vodonosniki, ponikalnicami ipd.).

## Okolje
Podzemeljsko favno najdemo po vsem svetu. Zajema predstavnike mnogih živalskih skupin, glavnino pa predstavljajo členonožci in drugi nevretenčarji. Manj pogosti, a prav tako prisotni, so nekateri vretenčarji (kot so denimo ribe in repati krkoni). Zaradi zahtevnosti raziskovanja podzemeljskih habitatov mnogih vrst še nismo odkrili in opisali.
Številne posebnosti uvrščajo podzemeljske habitate med ekstremna okolja, zaradi česar v njih najdemo manj vrst kot v površinskih (epigejičnih) habitatih. Glavna lastnost podzemeljskega okolja je pomanjkanje sončne svetlobe. Abiotski dejavniki, kot sta temperatura in relativna vlažnost, so navadno stabilni – temperatura ustreza povprečni letni temperaturi lokacije, kjer leži jamski vhod oziroma izhod, relativna vlažnost redko pade pod 90 %. Viri hrane so omejeni in lokalizirani. Pomanjkanje svetlobe zavira fotosintetske procese, zato hrana v podzemlje prihaja le iz površinskih habitatov (s prenikajočo vodo, gravitacijo ali pasivno preko živali). Pomembni viri hrane v podzemeljskih habitatih so razgrajajoče se živali in netopirji gvano, ki omogoča preživetje velikih nevretenčarskih združb.

## Ekološka klasifikacija
V jamah prebivajoče živali izkazujejo različne ravni prilagoditev na podzemeljske habitate. Po prevladujoči klasifikaciji se lahko troglofavno, torej podzemeljske živali kopenskih habitatov, deli v tri skupine:
- troglobionte (troglobite): vrste, ki so tesno povezane s podzemeljskimi habitati;
- troglofile: vrste, ki živijo tako v podzemeljskih kot tudi površinskih habitatih. Troglofile se dalje deli na prave troglofile (evtroglofile), ki so zmožni vzdrževanja stalne podzemeljske populacije) in delne troglofile (subtroglofile), ki ves čas ali občasno poseljujejo podzemeljski habitat, za izpolnitev nekaterih funkcij pa so vezani na površinska okolja;
- trogloksene: vrste, ki se v podzemeljskih habitatih pojavljajo zgolj od časa do časa (sporadično) in so nezmožne vzpostavitve podzemeljske populacije.

Po istem kopitu se deli stigofavno, torej podzemeljsko favno vodnih habitatov: stigobionti so na podzemlje prilagojeni, stigofili delno prilagojeni in stigokseni neprilagojeni.

## Biologija
Lastnosti podzemeljskega okolja so v hipogejičnih okoljih živeče živali primorale v razvoj vrste prilagoditev, tako morfoloških kot tudi fizioloških. Med morfološke adaptacije sodijo na primer depigmentacija (izguba zunanje pigmentacije), tanjšanje kutikule in okrnjen vid (mikrooftalmija), ki se lahko stopnjuje v popolno izgubo vida (anoftalmija). Druge prilagoditve vključujejo razvoj in podaljševanje (elongacijo) antenalnih in lokomotornih okončin, ki olajšujejo premikanje in omogočajo boljši odziv na okoljske dražljaje. Na tovrstnih strukturah so prisotni številni kemični, taktilni in vlažnostni receptorji.
Fiziološke prilagoditve vključujejo počasno presnovo in zmanjšano porabo energije, ki sta posledica omejene količine hrane in nizke energijske učinkovitosti. Podzemeljske živali lahko dolgo preživijo brez hrane, živijo dlje kot primerljive površinske vrste, se razmnožujejo kasneje v svoji življenjski dobi in proizvedejo manj jajčec, ki so večja.

## Evolucija
Podzemna favna se je razvila v izolaciji. Stratigrafske pregrade, kot so kamnite stene in plasti, in fluvialne pregrade, kot so reke in izviri, preprečujejo ali omejujejo razširjanje teh živali.

## Ogroženost
Podzemeljsko favno močno ogrožajo poplavne vode, ki drastično spreminjajo razpoložljivost habitata, hrane, kisika in povezave z drugimi habitati. Podzemeljske vrste so pogosto zelo občutljive na spremembe okoljskih dejavnikov, kot je recimo znižanje temperature. Veliko grožnjo za obstoj podzemeljske favne predstavljajo ljudje. Napačno ravnanje z onesnažili (npr. pesticidi in odplakami) lahko zastrupi podzemeljske združbe, problematično je tudi uničevanje hipogejičnih habitatov (npr. višanje/nižanje vodne gladine in različni tipi rudarjenja).